# Эквист, Харальд
Ха́ральд Э́квист (фин. Harald Öhquist, 1 марта 1891 года — 10 февраля 1971 года) — финский военный деятель, генерал-лейтенант.

## Биография

### Юные годы
Родился в семье этнических шведов, профессора Йоханнеса Эквиста (6 декабря 1861 года, Санкт-Петербург — 15 октября 1949 года, Вольфах, Германия) и Хелен Эквист, урождённой фон Коллинз. Окончив среднюю школу в 1908 году, Харальд поступил в Императорский Александровский университет, и стал членом Нюландского студенческого землячества, объединявшего этнических шведов. В 1914 году окончил юридический факультет Гельсингфорсского университета. В 1914 году началась Первая мировая война. Семья Эквист была настроена германофильски, в связи с чем Харальд решил сражаться под немецкими знамёнами.

### Первая мировая война
В марте 1915 года, прибыв в лагерь Локстедтер в Германии (Lockstedter Lager), поступил добровольцем в 27-й Прусский егерский батальон (Königlich Preussisches Jägerbataillon Nr. 27). В батальоне служило много эмигрантов из Финляндии (Finnische Jäger). Вскоре после этого поступил в команду полковых разведчиков. На Восточном фронте (по германской терминологии) Участвовал в позиционных сражениях 1916—1917 годов против войск русского Северного фронта в Прибалтике: на реках Миса (Миссе), Лиелупе (Аайоки) и на берегу Рижского залива.

### На службе в Финляндии

#### Финская гражданская война
Возвратился в Финляндию в феврале 1918 года вместе с экипажами кораблей «Мира» и «Посейдон». В финской гражданской войне стал начальником отряда белых. Был произведён в майоры и получил в командование 9-й егерский батальон (9. jääkäripataljoona). Сражался под Выборгом. По окончании гражданской войны был направлен преподавателем в военную школу Марковилла (Viipurin Markovillan Jalkaväen Aliupseerikoulu), расположенную в предместье Выборга. В том же 1918 году получил в командование Карельский гвардейский полк.

#### Карьерный рост
В 1925 году Эквист окончил Шведскую военную академию (швед. Krigshögskolan, KHS). В том же году произведён в полковники и возглавил дислоцированную в Выборге 2-ю дивизию.
Звание генерал-майора последовало в 1930 году — и три года спустя Эквист получил должность командующего армейским корпусом. В 1935 году его произвели в генерал-лейтенанты. Период времени перед Советской-финской («Зимней») войной он провёл в Выборге и на Карельском перешейке, убедившись в стратегической важности этого участка будущего фронта.

#### Советско-финская война 1939—1940 гг.
Когда началась Советско-финская война, командовал 2-м армейским корпусом (Suomen II armeijakunta). Он верил в наступательную тактику ведения войны и спланировал в течение мирного периода многочисленные модели контратак для отражения нападений со стороны Советского Союза на территорию Карельского перешейка. Однако он поторопился с выполнением своих планов в начале войны. Проводимая им тактика задержки сражения стоила жизни многим солдатам, примерно 350 солдат погибло: контратака была осуществлена слишком рано.
2 марта 1940 года советская 7-я армия начала наступление на Выборг: был осуществлён обход с запада, а основной штурм происходил с северо-восточного направления. К 13 марта в ходе фронтального штурма части 7-й армии продвинулись к центру города, однако к моменту окончания боевых действий советским войскам удалось овладеть лишь районом восточнее Батарейной горы. Центр Выборга оставался в руках финской армии. Согласно условиям Московского мирного договора, большая часть Выборгской губернии, включая сам Выборг и весь Карельский перешеек, а также ряд других территорий отошли к СССР. 13 марта, во второй половине дня, генерал-лейтенант Эквист принял последний парад во внутреннем дворе Выборгского замка — и с башни Святого Олафа был, с соблюдением всех воинских церемоний, спущен финский флаг. Утром 14 марта финские части покинули город. Финское население города было полностью эвакуировано в Финляндию.

#### Советско-финская война 1941—1944 гг.
В начале советско-финской войны (1941—1944) (именуемой в финской историографии как «война-продолжение») служил офицером связи в немецкой штаб-квартире. В период с марта 1942 года по февраль 1944 года командовал корпусом на Карельском перешейке. Затем распоряжением штаба его перевели главным инспектором военного обучения на место генерала Х. Эстермана. Вместо него командующим 4-м армейским корпусом был назначен генерал-лейтенант Т. Лаатикайнен. На новом посту Эквист оставался до ноября 1944 года, после этого был переведён в резерв.
Эквист находился в плохих отношениях с верховным главнокомандующим уже в начале советско-финской войны, но события, произошедшие зимой 1944 года в 4-м армейском корпусе, ещё более их ухудшили. Одной из главных причин неприязни мог быть преждевременно отданный им приказ к наступлению на Карельском перешейке (в одном из батальонов было потеряно 350 человек).

#### После окончания войны
Опубликовал на шведском языке мемуары Vinterkriget 1939-40 ur min synvinkel («Советско-финская война 1939—1940 гг. под моим углом зрения») («Зимняя война моими глазами»), которые в 1949 году были переведены и на финский язык (Talvisota minun näkökulmastani). В 1950 году получил звание почётного доктора Хельсинкского университета. В 1951 году уволился из армии и до 1959 года работал начальником гражданской обороны Хельсинки.
Умер в 1971 году.